# Шушинский государственный музыкальный драматический театр
Шушинский государственный музыкальный драматический театр (азерб. Şuşa Dövlət Musiqili Dram Teatrı) —  музыкальный театр драмы в Азербайджане.

## История
В феврале 1938 года создан Шушинский государственный колхозно-совхозный театр. В 1943 году театр был переименован в Шушинский государственный музыкальный драматический театр. Театру было присвоено имя Узеира Гаджибекова.
Помимо драм и комедий в театре ставились оперы и оперетты. Шушинский государственный музыкальный драматический театр прекратил свое существование в начале 1949 года. Труппа театра продолжила свою деятельность в местном любительском драматическом кружке, затем в народном театре.
25 мая 1992 года постановлением Кабинета Министров Азербайджана от 11 мая 1990 года деятельность Шушинского государственного музыкального драматического театра была восстановлена.
В 1992 году в связи с карабахским конфликтом театр переехал в Баку. Первым спектаклем театра в Баку стал мюзикл Узеира Гаджибекова "Аршин мал алан" (13 февраля 1993).
С 1992 по 2005 год театр размещался в здании театра юного зрителя. С 2005 года функционировал в здании кинотеатра «Савалан» (Баку).
25 декабря 2018 года в Баку после капитального ремонта и реконструкции состоялось открытие здания Шушинского государственного музыкального драматического театра.

## Постановки
14 октября 2015 года на сцене Азербайджанского государственного театра песни имени Рашида Бейбутова состоялась премьера спектакля на основе пьесы народного писателя Ильяса Эфендиева «Ты всегда со мной».
29 июня 2022 года, спустя 73 года после своего создания Шушинский государственный музыкальный драматический театр показал в Шуше под открытым небом вновь спектакль "Приключения везиря Ленкоранского ханства" по пьесе М.Ф. Ахундзаде.
12 июля 2023 года труппа Шушинского государственного музыкального театра в Лачине представила комедию «Приключения везиря Ленкоранского ханства».
19 января 2024 года состоится премьера спектакля «Книга моей матери» по мотивам одноименной пьесы Джалила Мамедгулузаде.

## Международные гастроли
С 14 по 16 ноября 2023 года театр выступит с гастролями в Ашхабаде со спектаклем по произведению Ильяса Эфендиева «Ты всегда со мной» на  IV Международном фестивале «Театральное искусство эпохи счастья».